# Asanace a přestavba Žižkova

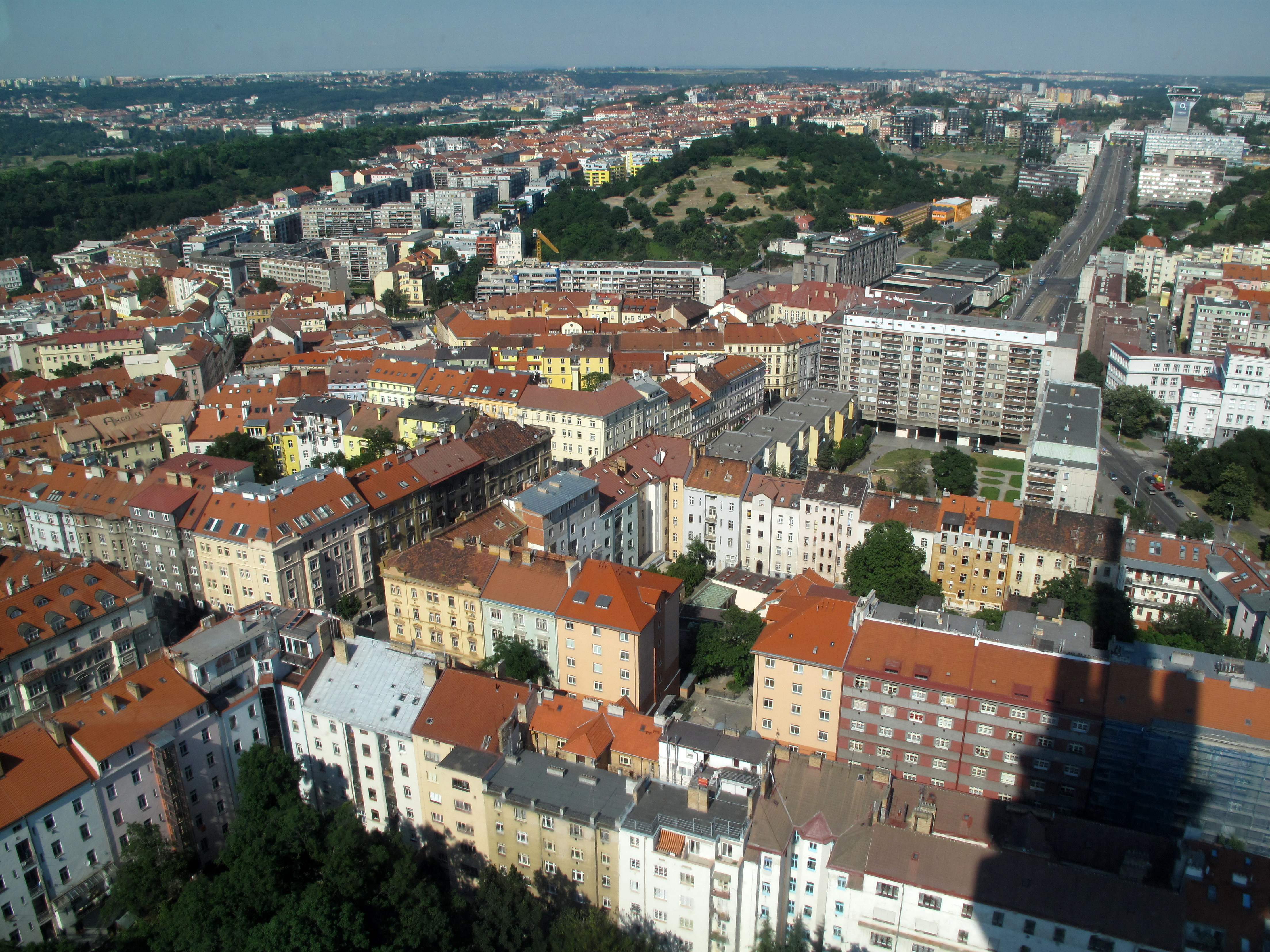
Žižkov s již dostavěnými panelovými domy, pohled z Žižkovského vysílače.

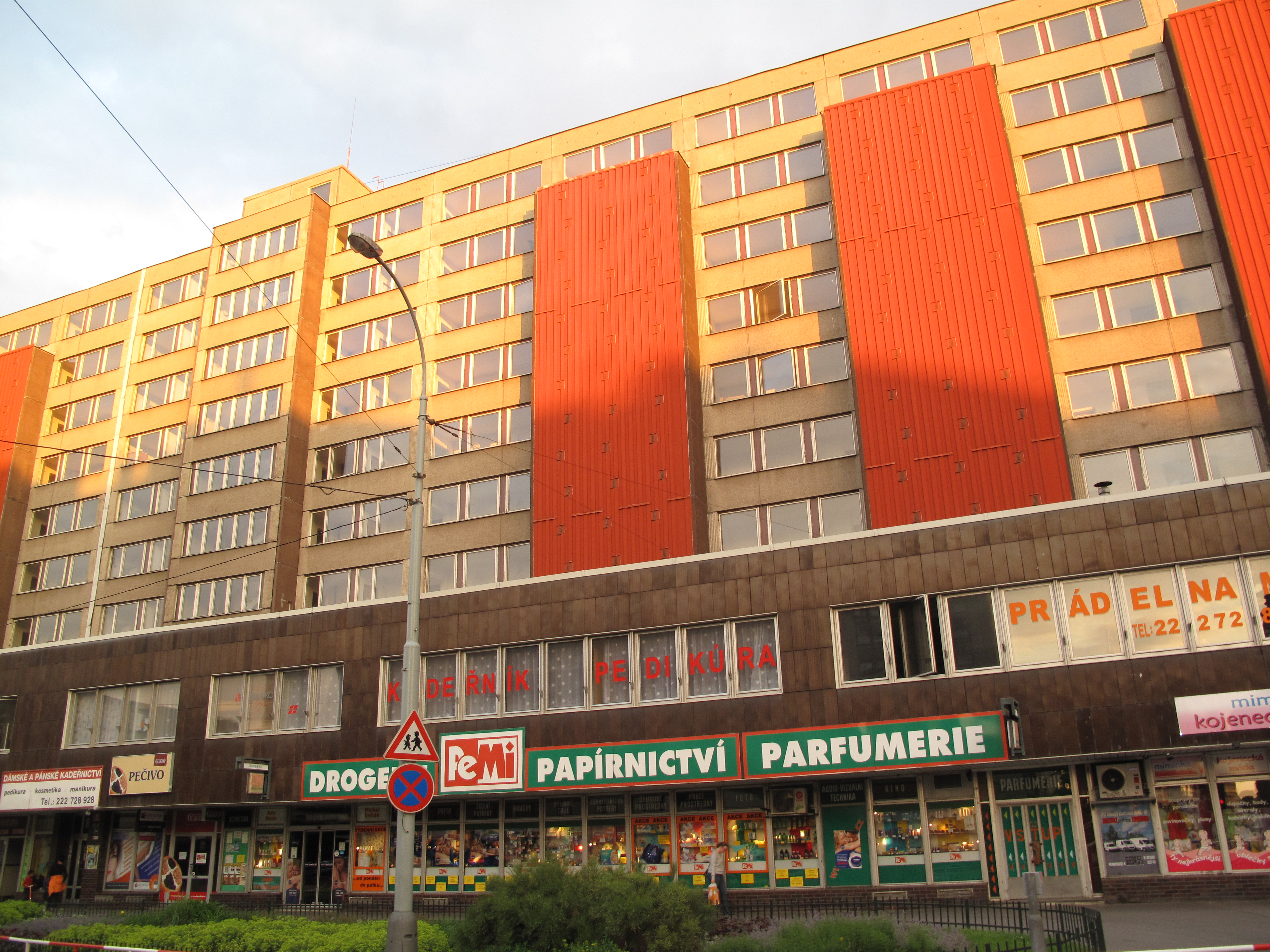
Panelový dům v Táboritské ulici u Olšanského náměstí po přestavbě. Představuje jednu z mála dokončených částí.

Asanace spojená s přestavbou pražského Žižkova probíhala v 70. a 80. letech 20. století. Nikdy nebyla dokončena a je považována za symbol necitlivé přestavby města během existence Československé socialistické republiky. Zastavily ji politické změny v souvislosti se Sametovou revolucí.

## Důvody
Tzv. program „komplexní bytové výstavby“, tedy realizace velkých sídlišť na okrajích měst si vyžádal velkou část kapacit stavebního průmyslu tehdejší ČSSR. Panelárny a další závody byly nastavené na výrobu jednotlivých standardizovaných částí panelových domů a byly schopné je uskutečňovat ve velkých objemech. Díky tomu nicméně bylo možné realizovat jen velmi malou produkci pro opravu původních staveb. Nedostatek cihel, oken, dveří a všech dalších potřebných výrobků pro opravy klasických činžovních domů vedly představitele měst názoru, že i blokovou zástavbu z 19. a začátku 20. století by bylo možné nahradit panelovými domy. 
Žižkov patřil již v době existence první Československé republiky k horším a méně rozvinutým lokalitám. Nacházely se zde bytové domy nejnižší úrovně; mnohé z nich ani v 2. polovině 20. století neměly zavedenou vodu, koupelny a další vybavení bylo společné na pavlačích. Stav domů se navíc postupem času zhoršoval a tehdejší stát nebyl schopen domy průběžně opravovat. Někde musely být již v 70. letech z domů odstraňovány římsy, kde hrozil pád do ulice. Jako levnější a snazší varianta se jevila asanace celé lokality. Vznikly by nové byty odpovídající tehdejším standardům, mohly by se navíc postavit širší ulice a zlepšila by se i dopravní situace. Tehdejší političtí představitelé argumentovali především hygienickými normami.
Žižkov byl k asanaci vzhledem k velmi špatnému stavu domů vybrán jako první, ačkoliv bylo počítáno i s dalšími částmi Prahy, konkrétně Smíchovem, Břevnovem, Holešovicemi nebo Libní. Posledním argumentem pro byl pád několika špatných domů při výstavbě tunelu s telekomunikačnímí sitěmi v 70. letech 20. století.

## Historie

### První návrhy a představy
Již před druhou světovou válkou se objevilo několik radikálních návrhů na přestavbu Žižkova, žádný z nich ale nebyl schválen v rámci územního plánování tehdejšího města. Podporu měly především u levicové části veřejnosti, která požadovala zlepšit úroveň bydlení tehdejších pracujících.
Myšlenka změn a úprav Žižkova se reálně začala diskutovat na konci 50. let minulého století. Již v územním plánu Prahy v roce 1964 je vyznačena nová silnice, která by spojovala Husitskou ulici s Olšanským náměstím středem Prokopova náměstí. Celá část Žižkova až po Komenského náměstí zde není určena jako obytná zástavba a lze tedy předpokládat, že by se v tomto případě počítalo s demolicí. Motivací však byla výstavba tranzitní komunikace, nikoliv obnova tehdejšího Žižkova. 
V té době probíhaly pouze diskuze a setkání pražských architektů na téma možné přestavby starého Žižkova, které byly samozřejmě ještě vzdáleny zapracování do finálních dokumentů. Velký podíl na možných scénářích, jak by šlo přestavbu uskutečnit, měl architekt Ivo Oberstein.
Myšlenku původní komunikace, tentokrát doplněnou o mimoúrovňové křížení na Prokopově náměstí, novou hlavní komunikaci s navazující tramvajovou tratí (která by vedla z Olšanského náměstí a dále ke Koněvově ulici) převzal tzv. směrný územní plán z roku 1971. Ten však byl paradoxně oproti původnímu dokumentu mnohem konzervativnější a předpokládal ponechání zástavby v okolí Prokopova náměstí bez demolic. K zemi měly jít pouze domy kvůli nové silnici. Nic z toho však nakonec nebylo uskutečněno.

### Rozhodnutí o provedení asanace
Pražský národní výbor přijal usnesení o potřebách přestavby a asanací širšího centra v roce 1973. V 70. letech 20. století proto začalo vedení Prahy uvažovat o radikální přestavbě celého Žižkova kvůli modernizaci bytového fondu, jehož převážně čtyřpodlažní pavlačové domy nevyhovovaly novodobým urbanistickým a hygienickým požadavkům – polovina z bytů, určených k asanaci, byla jednopokojových a desetina ani neměla vlastní vodovod. Zhruba jen polovina z domů měla také plynovou přípojku.
Tuto skutečnost podchytil směrný územní plán Prahy z roku 1976, který předpokládal vybourat většinu tehdejšího Žižkova, a to plochu od Kostnického náměstí až po Náměstí barikád (ze severní strany), na straně jižní měl být vybourán rozsáhlý pás až k ulicím Kubelíkova a Ondříčkova. 
V 70. letech byla také nad Žižkovem vyhlášena stavební uzávěra. Nemohly zde tak být stavěny nové domy a původní chátrající navíc nemohly být opravovány. Některé bloky domů (např. ve východní části čtvrti) již tehdy měly chybějící části.

### Pozdější úpravy a změny
Velikášské požadavky se postupně mírnily, také mimo jiné proto, že se původní časový harmonogram nepodařilo dodržet. Tak například v roce 1977 ještě předseda ONV Prahy 3 JUDr. Gebauer hovořil o kompletní asanaci a novostavbách mezi Domem ÚRO až po Vrch svatého Kříže (vzdálenost cca 1,3 km), která bude v několika etapách trvat 15 až 20 let. Staré cihlové domy měly být všechny strženy a nahrazeny panelovými domy nových stavebních vzorů, které nebudou shodné s domy na sídlištích, ale budou respektovat kopcovitý ráz Žižkova a jejich občanská vybavenost bude odpovídat středu města s jeho obchody a provozovnami služeb.
O rok později už ale hlavní pražský architekt Ing. Borovička ohlašoval pouze výběrové nahrazování staré zástavby tak, aby především došlo k dopravnímu uvolnění čtvrti a zároveň aby byla zvýrazněna hodnota zachovaných domů. O další dva roky později už úřady uváděly, že v existující zástavbě vyhovuje a tedy zůstane beze změny 3380 bytů, dalších 4242 bytů projde dílčími modernizacemi a zcela nová výstavba pak nabídne 4323 moderních bytů. Obecně se počítalo, že se na Žižkově počet bytů sníží, neboť pro potřeby zvýšení standardu bydlení bude nezbytné snížit hustotu osídlení lokality; Žižkov v této době patřil k nejhustěji osídleným částem Prahy. 
Modernizaci oblasti v rozsahu z roku 1976 zahrnoval i územní plán Prahy z roku 1986, který rovněž označil i nejsevernější část Žižkova až po vrch Vítkov také k likvidaci. Z této doby pochází i vizualizace, která předpokládala odstranění úzké ulice Husitská a její nahrazení moderní čtyřproudou komunikací (tzv. Žižkovská radiála). Tu zahrnoval i Základní komunikační systém (ZÁKOS), tedy projekt výstavby silničních komunikací v Praze, užívaný až do roku 1990. 

## Projekt
Vyprojektovat nový Žižkov po asanaci se pokoušelo několik ateliérů, např. SIAL, SÚRPMO nebo PÚDIS. Všechny ve velkém počítaly se zachováním původní uliční sítě buď zcela, nebo ve veliké míře. 
Nakonec byl Státní ústav pro rekonstrukci památkových měst a objektů (SÚRPMO) pověřen vypracováním finálního projektu asanace a přestavby čtvrti. Ten se navíc pokusil projekt uskutečnit tak, aby sídliště alespoň připomínalo plnohodnotné město, narážel však na (zcela logickou) omezenost modulárního systému panelových domů. Použit měl být konstrukční systém VVÚ-ETA, který by modifikován takovým způsobem, aby nové domy působily vhodněji do prostředí blokové zástavby. Na střechách byly umístěny ateliéry a projekční ústavy doprojektovaly rohové a koncové sekce těchto domů tak, aby je bylo možné přizpůsobit původní uliční síti. Vše bylo připraveno tak, aby bylo možné přestavbu uskutečnit v horizontu patnácti let. 

## Realizace

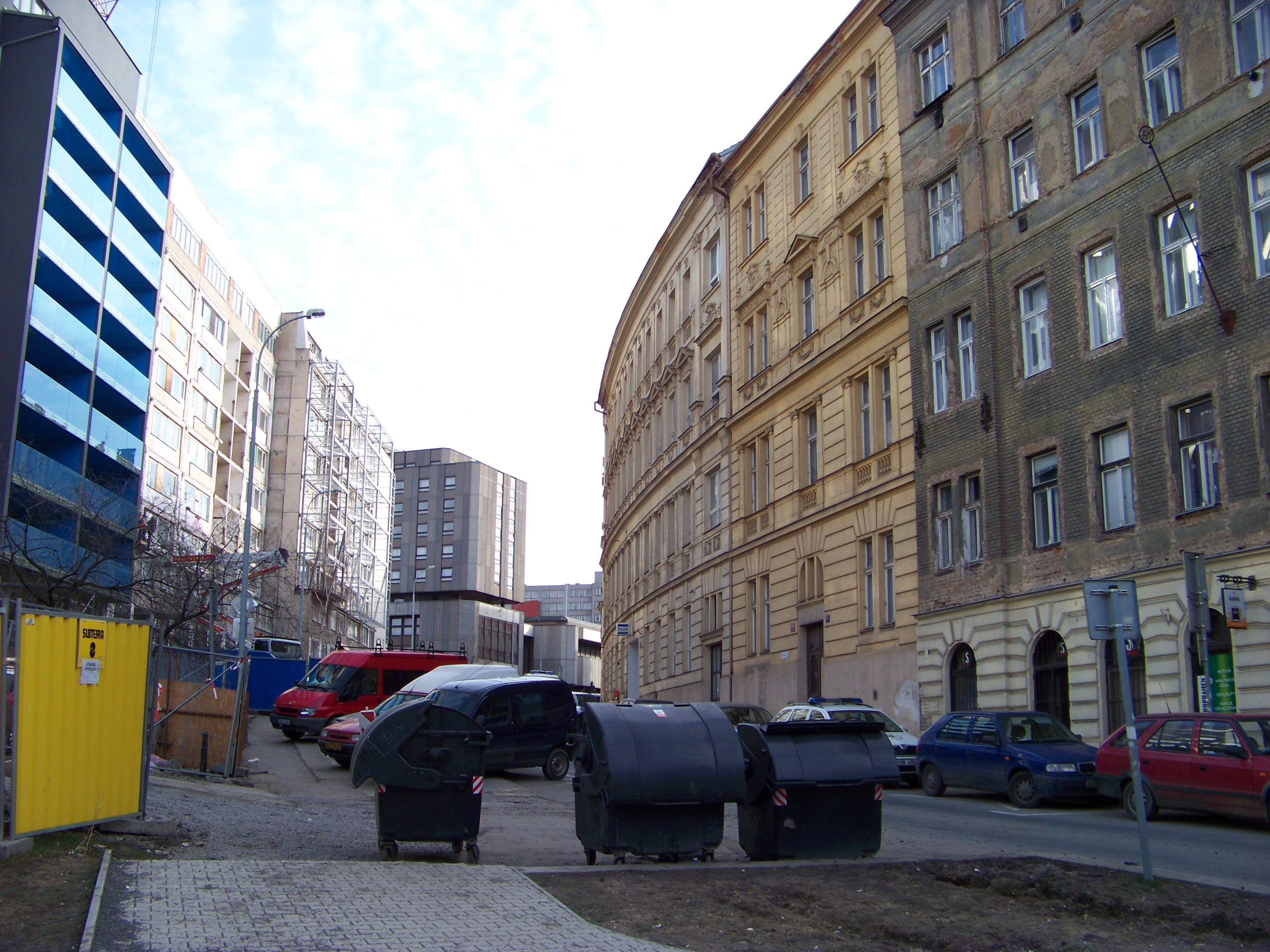
Panelový dům (vlevo) a původní blok domů, který měl být sice stržen, ale projekt byl do té doby pozastaven. Lupáčova ulice.

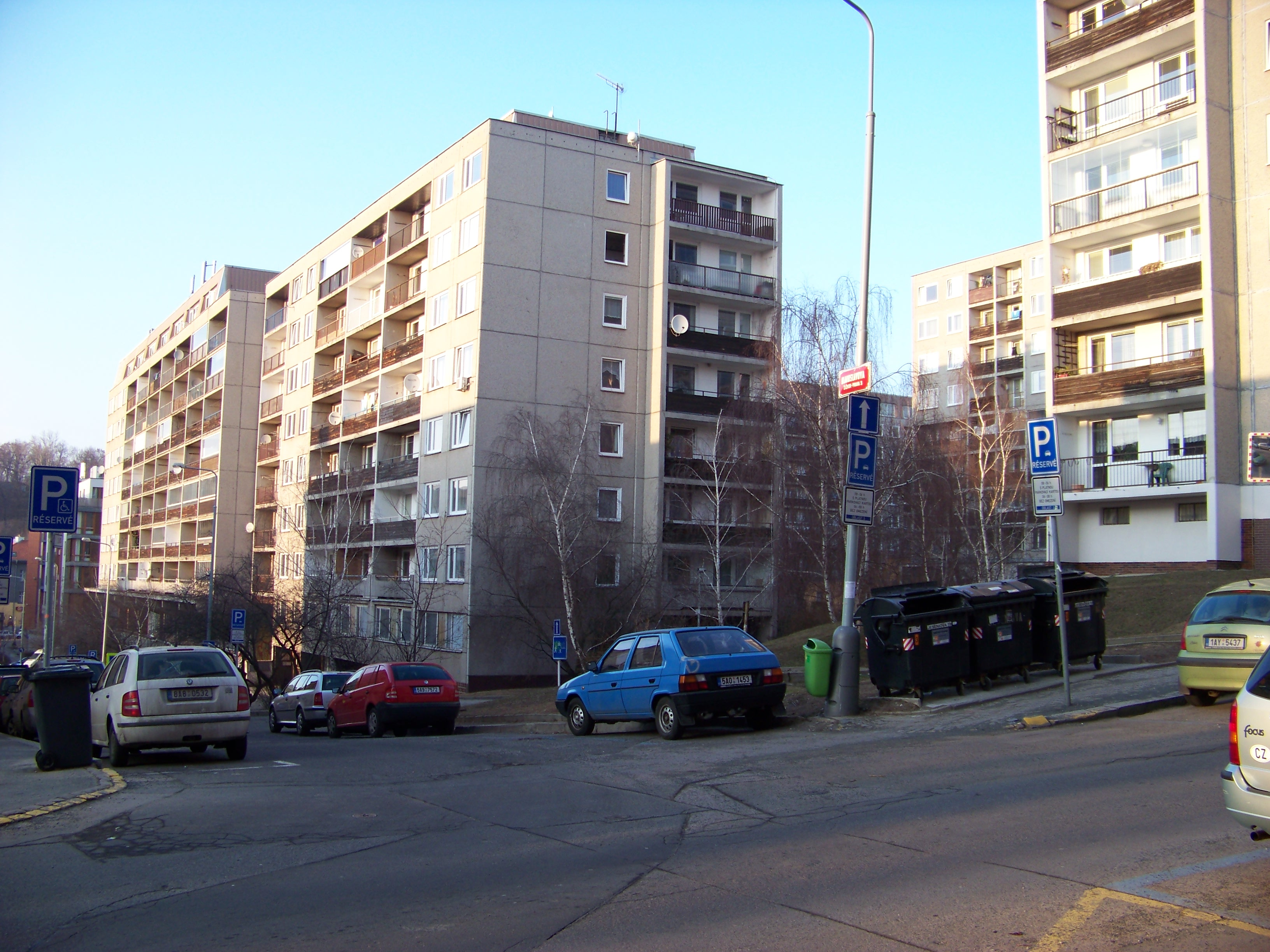
Dokončené panelové domy v ulici Blahoslavova.

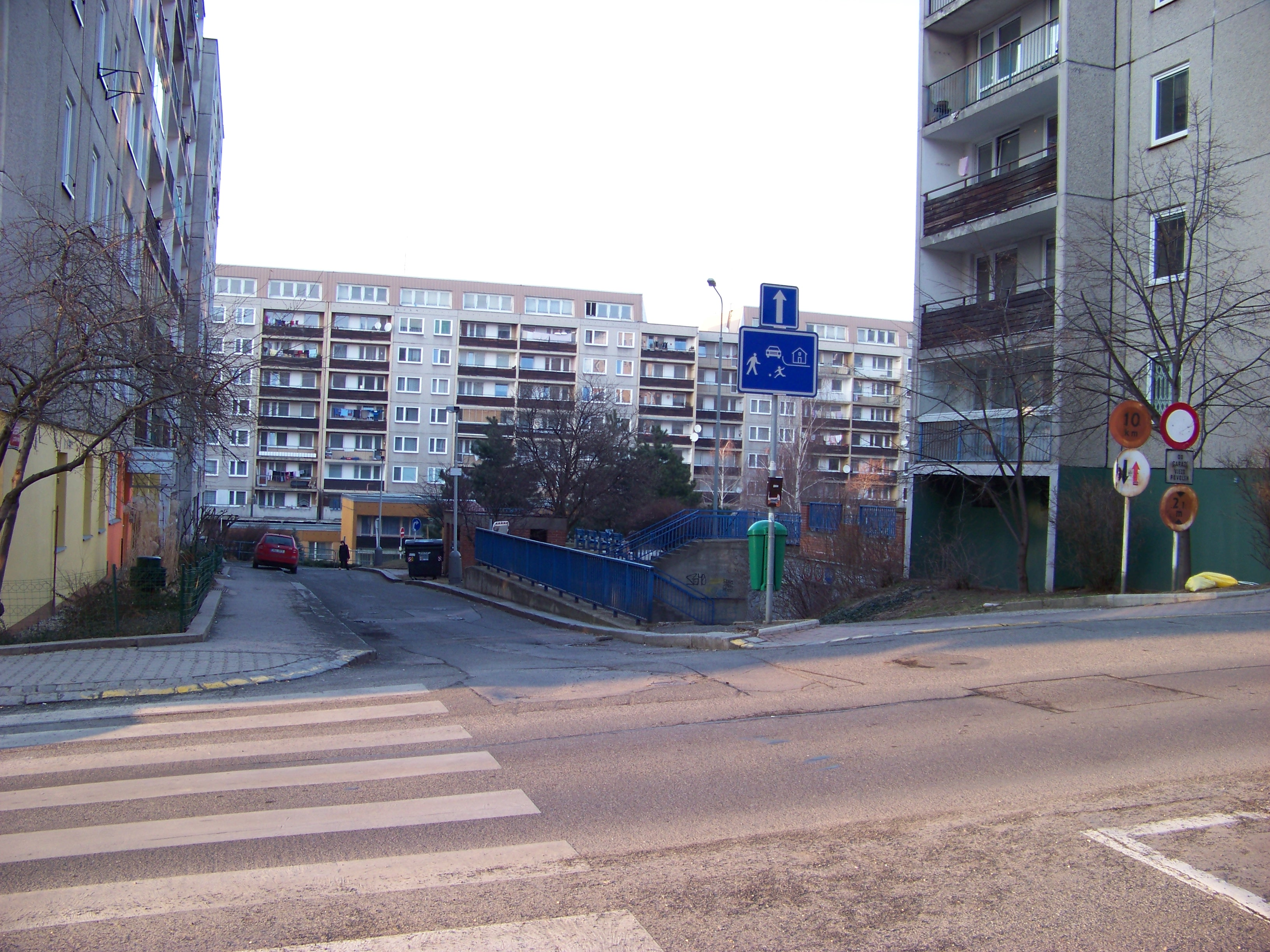
Domy v Jeseniově ulici. Typizované bloky domů byly doplněny o střešní nástavby, aby působily méně rušivým dojmem.

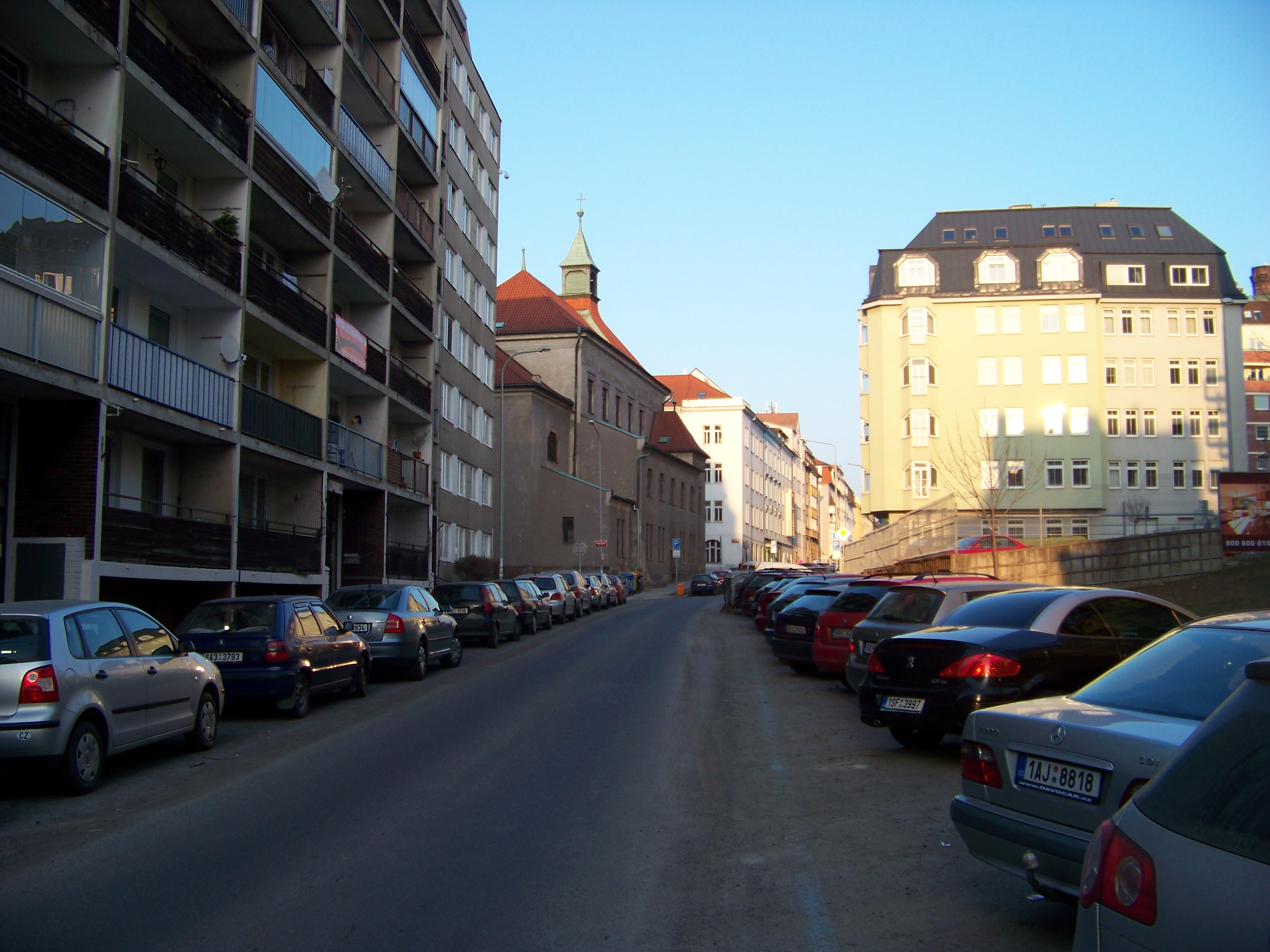
Přechod mezi starou a novou zástavbou u kostela sv. Anny v Jeseniově ulici.

Projekt byl uskutečňován po částech. Měl mít původně tři etapy, postupovat měly od východu na západ, až k hlavnímu nádraží. 

### Olšanské náměstí a Táboritská
Realizace projektu začala roku 1977. Nejprve bylo přestěhováno 7000 obyvatel staré zástavby na sídliště Jižní Město. Předpokládalo se, že bydlení původních starousedlíků Žižkova na okrajových sídlištích bude dočasnějšího charakteru a po výstavbě nových domů se vrátí na Žižkov zpět. Stavební práce potom odstartovaly v říjnu 1978, dnes se v sídlištní části lokality nachází památník, který připomíná zahájení „přestavby Žižkova“. Bourat se začalo nejprve v okolí Olšanského náměstí, kde mělo do konce roku 1980 vzniknout v nových budovách 416 bytů, 160 garáží a 26 ateliérů.
Na místě původní Bezovky tak vyrostl devítipatrový panelový dům, k němuž ze stran ulic Kubelíkova a Ondříčkova přiléhaji další nízké bloky. V projektu se architekti pokoušeli jednotlivé panelové domy různým způsobem vizuálně pozměňovat, resp. odlehčovat (proto uvedený dům na Olšanském náměstí má také průchozí přízemí). Druhý (na jižní straně náměstí) měl zase do přízemí zakomponovaný parter, kde měly být umístěny různé obchody. Další panelový blok byl realizován u Lupáčovy ulice. Prostor mezi ní a Olšanským náměstím potom vyplnil nový Hotel Olšanka. Táboritská ulice byla podstatně rozšířena.

### Východ Žižkova
Do roku 1989 byl kompletně vybourán a nahrazen pás domů mezi ulicemi Rokycanova a Ostromečská (západ-východ) a Koněvova a Jeseniova (sever-jih). Vyklizené domy před demolicí posloužily pro hasičská cvičení a také pro natáčení české hudební komedie Jen ho nechte, ať se bojí. 
Pravděpodobně jedinou původní budovou, která zde demolicím unikla, je Gymnázium a Hudební škola hlavního města Prahy z roku 1870, která měla být původně zbourána, nakonec se ji ale podařilo do celého projektu zakomponovat. Celé změně ale předcházela rozsáhlá diskuze.
Původní zástavbu s ulicemi, které svíraly pravé úhly, nahradil kompromis mezi blokovou zástavbou a volnou zástavbou sídlištní. Sem bylo možné částečně umístit typické sídlištní bloky, na druhou stranu u ulice Rokycanova se standardizované vzorce pro stavbu domů musely upravit, neboť panelové bloky musely svírat úhel definovaný historickou zástavbou.

### Další etapy
Prostor mezi nimi, tj. západní část Žižkova, měla být bourána nejspíše v 90. letech 20. století, nicméně politické změny v tehdejším Československu, které mimo jiné znamenaly i odklon od myšlenek stavby nových domů prostřednictvím plánů „komplexní bytové výstavby“, tj. paneláků, tomu nakonec zabránily. Součástí přestavby byl vznik i nového centra u Sladkovského náměstí, kam by také vedla nová linka metra D, s níž tehdejší územní plány již počítaly.
Realizace předpokládala odlišnou podobu jednotlivých domů, jejich větší různorodost a větší vliv postmoderny na celkovou podobu sídliště. K tomu měl přispět i fakt, že se předpokládala vyšší variabilita daná novými zkušenostmi při výrobě jednotlivých konstrukčních systémů.
K třetí fázi, tedy přestavby oblasti až po Hlavní nádraží, nedošlo vůbec a nebyla ani diskutována.

## Reakce
Unikátní projekt přestavby části Prahy, který neměl v tehdejším Československu obdoby, byl předmětem zájmu široké veřejnosti.
Ač byly první přestavby pozitivně přijaty, v první polovině 80. let 20. století se veřejné mínění v Praze obrátilo velmi ostře proti pokračování asanace celého Žižkova. Vznikaly iniciativy, které vyzývaly k obnově celé lokality a byly proti bourání. V novinách a letácích skupina mladých architektů otevřeně plán kritizovala. Požadovali změnu územního plánu, decentralizaci celé myšlenky modernizace města a návrat k původním stavebním metodám.
Tehdejší režim se naopak pokoušel asanaci ústy svých politických představitelů prosazovat a podporovat. Často argumentoval tím, že se odstraňuje špatné bydlení, za které mohl předchozí „kapitalistický řád“.